# Krydsermissil
Et krydsermissil (på engelsk cruise missile) er et missil som anvender GPS-navigering eller andre avancerede navigationsteknologier til at krydse sig vej gennem fjendtligt territorium i lav højde i modsætning til et ballistisk missil. Derved er det vanskeligt at spore ved hjælp af radar. Et krydsermissil er et jet-fremdrevent missil og er i den forstand udformet som et førerløst fly. 
Krydsermissiler kan affyres fra landjorden, fra skibe eller fra fly. De mest moderne krydsermissiler affyres eller udløses oftest fra avancerede militærfly, hvorefter de med deres last af sprænghoveder er i stand til at ramme deres mål med stor præcision. Når de affyres fra fly, kan afstanden til målet mindskes i forhold til en affyring fra landjorden eller fra krigsskibe, og derved kan brændstofforbruget mindskes.
Blandt de mest kendte typer af krydsermissiler er BMG-109 "Tomahawk" med en rækkevidde på 2.200 km, udviklet af den amerikanske våbenproducent General Dynamics i 1970'erne. De er oprindeligt udviklet til at medbringe kernevåben, men en neddroslet taktisk udgave uden kernevåben og med en rækkevidde på omkring 1.100 km blev udviklet til brug i bl.a. Golf-krigene 1991 og 2003, samt i Serbien og Afghanistan. En landbaseret udgave "Gryphon" blev opstillet i Europa på især amerikanske baser i det daværende Vesttyskland fra 1983. De blev senere nedtaget som del af nedrustningsaftalerne.

## Kategorier
Krydsermissiler kan kategoriseres efter størrelse, hastighed (subsonisk eller supersonisk) og rækkevidde, samt om de kan afsendes fra land, luft, skibe eller ubåde. Ofte bliver versioner af de samme missiler produceret for forskellige opsendelsesplatforme; nogle gange er luft- og ubåds-opsendelsesversioner lidt lettere og mindre en land- og skibs-opsendelsesversioner. 

### Supersonisk
Et supersonisk krydsermissil flyver med hastigheder hurtigere end lydens hastighed. Supersoniske krydsermissiler anvender typisk ramjet-motorer. Rækkevidden er typisk 100–500 km, men kan være større. De anvendte navigationssystemer varierer.

### Hypersonisk
Et hypersonisk krydsermissil er et supersonisk krydsermissil, som flyver med hastigheder på mindst fem gange lydens hastighed (Mach 5).[kilde mangler]